# 76 (số)
76 (bảy mươi sáu) là một số tự nhiên ngay sau 75 và ngay trước 77.